# Зигмарингендорф
Зигмарингендорф (њем. Sigmaringendorf) општина је у њемачкој савезној држави Баден-Виртемберг. Једно је од 25 општинских средишта округа Зигмаринген. Према процјени из 2010. у општини је живјело 3.718 становника. Посједује регионалну шифру (AGS) 8437105, NUTS и LOCODE код.

## Географски и демографски подаци
Зигмарингендорф се налази у савезној држави Баден-Виртемберг у округу Зигмаринген. Општина се налази на надморској висини од 569 метара. Површина општине износи 12,5 km². У самом мјесту је, према процјени из 2010. године, живјело 3.718 становника. Просјечна густина становништва износи 298 становника/km².

## Међународна сарадња
| Мјесто  | Држава    | Врста сарадње | Од    |
| ------- | --------- | ------------- | ----- |
| Рафаела | Аргентина | партнерство   | 1981. |
| Вардомб | Мађарска  | контакт       | 1994. |
| Извор   |           |               |       |